# Вамек II Дадіані
Вамек II Дадіані (груз. ვამეყ II დადიანი; д/н — 1482) — еріставі Одіши (Мегрелії) у 1474—1482 роках.

## Життєпис
Молодший син Мамії II, еріставі Одіши. Про молоді роки обмаль відомостей. 1474 року після смерті небожа Шамадавле скористався молодістю спадкоємця останнього Ліпарита, зайнявши владу. Його титул і статус підтвердив грузинський цар Баграт VI.
Поступово стосунки із царем погіршувалися через намагання того зміцнити державу та обмежити права місцевих володарів. Це на думку Вамека II суперечило правам 1463 року. 1477 року спільно з родичем Кахабером II, мтаварі Гурії, повстав проти Баграта VI, який в цей час вимушений був протистояти султану Узун-Хасану з Ак-Коюнлу. Втім царські війська завдали поразки Вамеку II, який вимушений був підкоритися та супроводжувати війська у кампанії.
1478 року після смерті Баграта VI повстав проти його спадкоємця Олександра, якого не допустив до влади, допомігши Костянтину II захопити трон. До 1479 року вів боротьбу з прихильниками Олександра. Відновиви напівнезалежний статус Мегрелії. Помер 1482 року. Йому спадкував внучатий небіж Ліпарит II.